# Rhyacophila blarina
Rhyacophila blarina är en nattsländeart som beskrevs av Ross 1941. Rhyacophila blarina ingår i släktet Rhyacophila och familjen rovnattsländor. Inga underarter finns listade i Catalogue of Life.